# Вознесенский монастырь (Елеонская гора)
Елео́нский Вознесе́нский монастырь — православный женский монастырь на вершине Елеонской горы в Восточном Иерусалиме в ведении Русской духовной миссии (РПЦЗ в общении с РПЦ МП). В настоящее время в монастыре около 50 насельниц из различных стран.
Основан как Елеонская община (1906), позднее преобразованная в монастырь (1924). Численность насельниц колебалась и доходила до 300 сестер (1930). С 1951 года монастырь является местом пребывания начальников Русской духовной миссии в юрисдикции РПЦЗ.
Находится в непосредственной близости от часовни Вознесения (от неё до Вознесенского собора 200 м). На территории монастыря находится место, где, согласно преданию, стояла Богородица во время Вознесения, а также место Первого и Второго обретения главы Иоанна Крестителя.
Монастырь занимает 5,4 га, протяженность ограды 1,5 км; со всех сторон окружён плотной арабской застройкой. Имеются два кладбища, масличная и сосновая рощи.

## История

### Приобретение участка, раскопки
Обширный участок недалеко от часовни Вознесения Господня, на южной вершине Елеонской горы, был приобретён в 1870 году архимандритом Антонином (Капустиным), который предполагал основать здесь мужской монастырь. При посадке деревьев были обнаружены первые мозаики и гробницы, после чего в конце мая 1871 года начались археологические работы. В результате раскопок на участке были обнаружены погребальные пещеры, бюст Ирода Великого, различная утварь, а также мозаичные полы церквей византийского времени, датированные VI—VII веками. Мозаичные полы сейчас можно видеть в часовне Иоанна Предтечи и в Архимандричьем доме. Также обнаружен камень, на котором, согласно преданию, стояла Богородица во время Вознесения Иисуса Христа. В 1873 году все раскопки были приостановлены.

### Монастырь

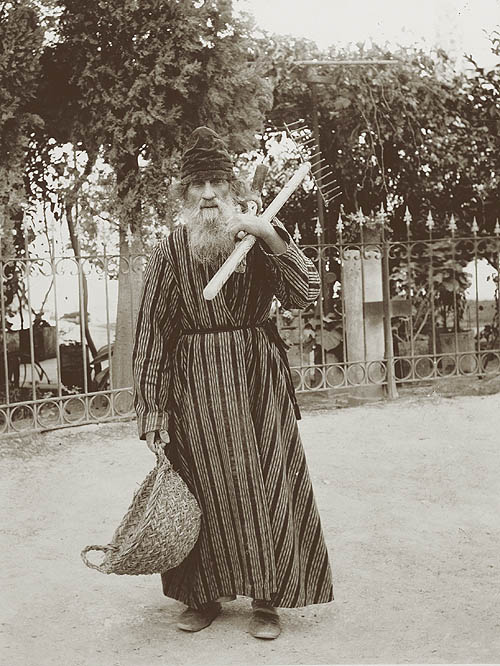
Инициатор создания Елеонской общины и первый ее игумен, Парфений (Нарциссов). Убит в своей келье в 1909 году.

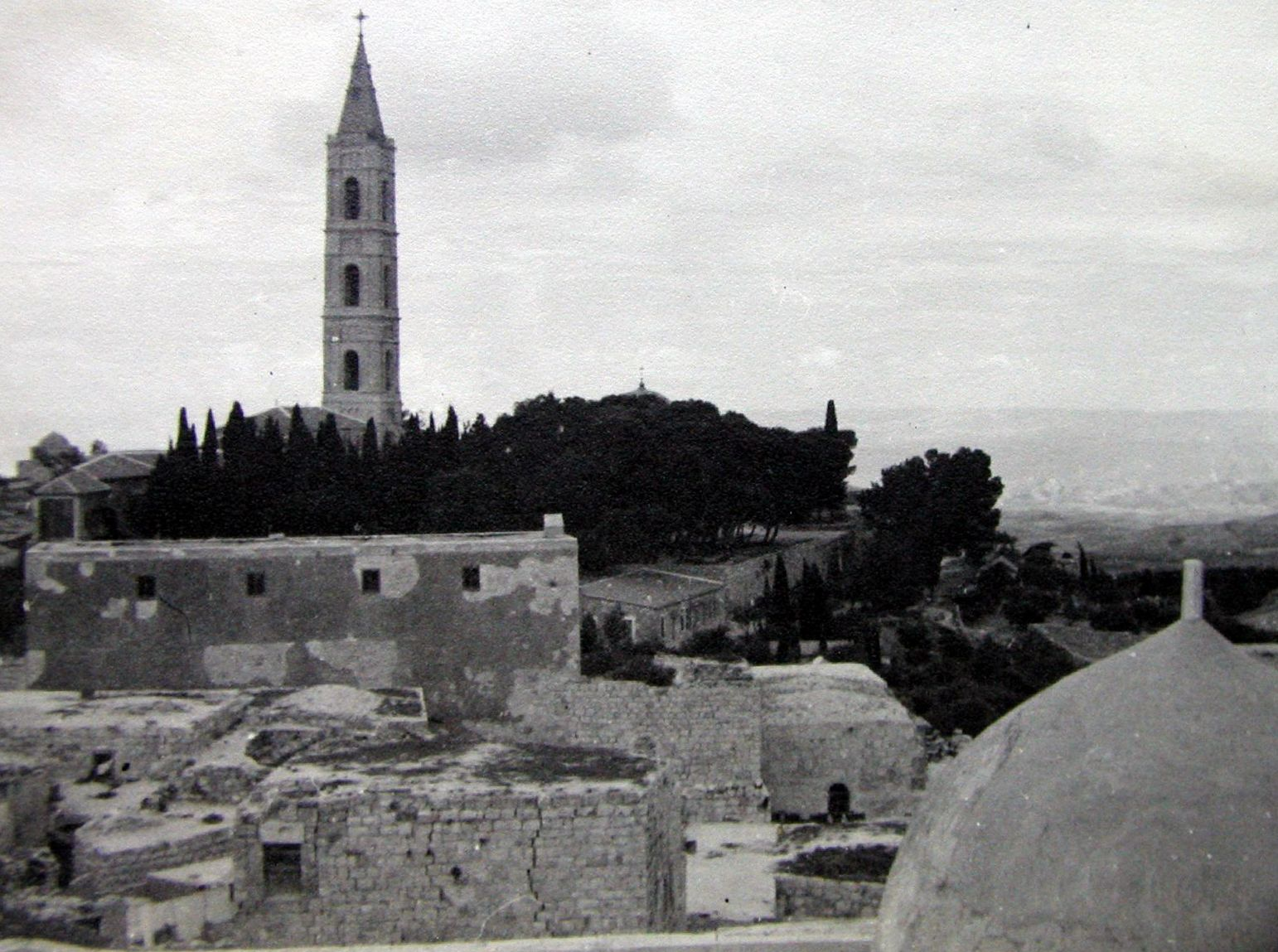
Вид на монастырь от часовни Вознесения (её купол в правом нижнем углу снимка). 1942 год

В 1905 году, при начальнике Русской духовной миссии архимандрите Леониде (Сенцове), была основана женская «община со старшей сестрой во главе», состоявшая из 15 сестёр. Святейший синод утвердил её указом от 15 декабря 1906 года. Община жила по правилам, принятым в Горненской общине. В 1907 году здесь жили 70, в 1914 году — более 100 сестёр. С возведением новых корпусов были открыты гостиница, богадельня, золотошвейная и иконописные мастерские.
После начала Первой мировой войны (1914) здания были заняты турецкими солдатами, а Вознесенский храм опечатан. При этом часть насельниц выехала в Александрию, а часть разместилась в греческих монастырях. Иерусалимский патриархат предоставлял сёстрам муку и хлеб, и им было разрешено молиться в храме в Малой Галилее.
В 1917 году часть зданий была занята английскими войсками, в другой части проживали сёстры. Военные снабжали их хлебом, чаем и сахаром. Остальные сёстры вернулись из Александрии в начале 1919 года, в июне были возобновлены богослужения в соборе. В это время община перешла в ведение Высшего Русского церковного управления за границей.
В 1924 году по ходатайству митрополита Антония (Храповицкого) (РПЦЗ) с благословения патриарха Иерусалимского Дамиана Елеонская община стала именоваться монастырём.
В 1937 году состоялось освящение трапезного храма во имя святого Филарета Милостивого.
В 1930 году было около 300 сестёр, затем их количество постепенно сокращалось, и в середине 1990-х годов в монастыре подвизалось около 50 монахинь и послушниц; монастырь на тот момент был самым крупным в РПЦЗ.
После того как в ходе операции «Нахшон» еврейские формирования Эцель и Лехи 9 апреля 1948 года вырезали арабское население деревни Дейр-Ясин, а в июле были изгнаны арабские жители из Эйн-Керема, большинство монахинь Горненского монастыря (около 100) перешли в Вознесенский монастырь. Вследствие передачи израильскими властями Горненского монастыря (Эйн-Керем) советскому правительству (Московскому патриархату), большая часть из них не вернулась в Горненский монастырь, оставшись в Вознесенском монастыре (тогда в Иордании), — из-за нежелания переходить в юрисдикцию Московского патриархата.
С 1951 года монастырь сделался местопребыванием начальников Русской духовной миссии в юрисдикции РПЦЗ.
29 августа 2006 года первоиерарх РПЦЗ митрополит Лавр (Шкурла) возглавил торжества, посвящённые 100-летию обители. К концу литургии прибыл патриарх Иерусалимский Феофил III с членами Священного синода Иерусалимского патриархата и Свято-Гробского братства.

## Описание

### Спасо-Вознесенский собор

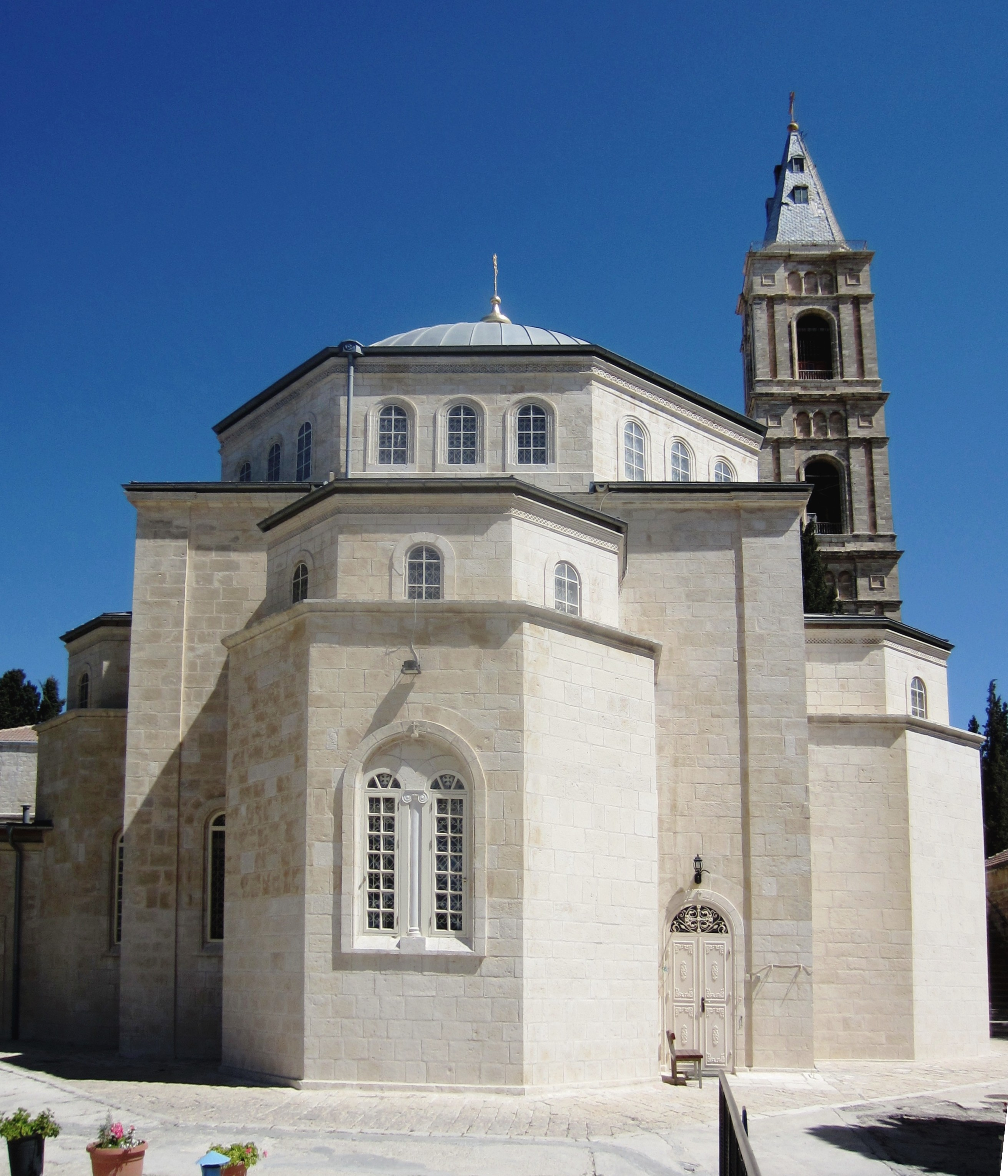
Вознесенский собор.

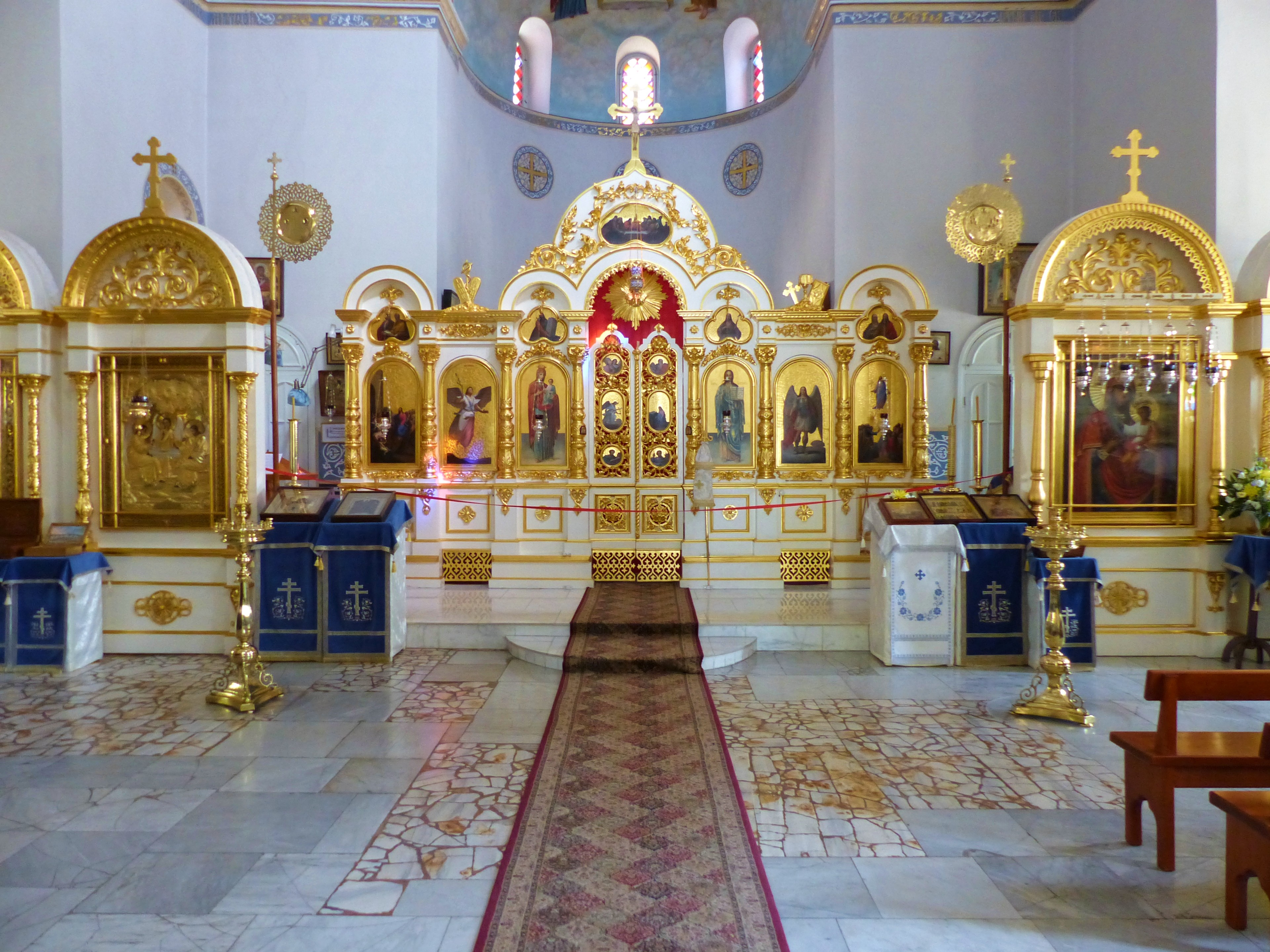
Интерьер Вознесенского собора.

Построен в 1873—1881 годах в неовизантийском стиле по архитектурному замыслу архимандрита Антонина (Капустина), который называл его «маленькой Святой Софией». Собор стоит на месте древней византийской базилики, разрушенной во время нашествия персов в 614 году. Строительство приостанавливалось из за нехватки средств и на время Русско-турецкой войны 1877—1878 годов. Открытие храма требовало разрешения властей Османской империи, которое было получено в июне 1882 года. Освящён 8 июня 1886 года во имя Спасителя, причем патриарх Иерусалимский Никодим возражал против его освящения в честь Вознесения Господня, оставляя этот приоритет за местом Вознесения; вследствие сего в официальных русских документах храм именовался «Спасо-Вознесенским».
Непосредственный исполнитель — итальянский архитектор Джованни Батиста Бизелли. В плане крестово-купольный, из основного массивного четверика на все четыре стороны света выступают полувосьмерики абсид. Купол устроен на восьмерике с 24 окнами. Фундамент храма установлен на плоской природной скале. Беломраморный иконостас спроектирован архимандритом Антонином в 1881 году и доставлен из Одессы пароходом в Яффу в 1884 году от московского купца П. Д. Каверина.
В южной части храма в отдельных мраморных киотах находятся привезённые из России чудотворные иконы Божией Матери: «Елеонская Скоропослушница» (Черниговская-Гефсиманская) и «Взыскание погибших». Здесь же устроены мощевики с частичками мощей разных святых. В каменный пол перед солеёй вставлены обнаруженные при раскопках части мраморных плит пола женского монастыря V века.

### Часовня обретения честной главы Иоанна Предтечи

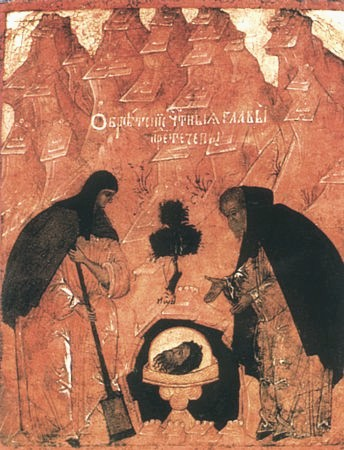
Икона Первое обретение главы Иоанна Крестителя

Важнейшая монастырская святыня это место Первого и Второго обретения главы Иоанна Крестителя. Часовня стояла здесь уже в IV веке, её мозаичный пол обнаружен во время раскопок архимандритом Антонином (Капустиным). Выложенное мозаикой углубление в полу указывает место, где глава была найдена. Нынешняя часовня построена на месте древней на средства И. Г. Силаевой.

### Колокольня
Колокольня высотой 64 м построена в стиле средневековых итальянских кампанил итальянским архитектором Антонио Лангодорки. Самый большой из размещенных на ней колоколов имеет вес 308 пудов (5 тонн), около 3 м в высоту и 213 см в диаметре. Он был отлит в России на средства соликамского купца Александра Рязанцева и доставлен в монастырь 19 февраля 1885 года. На нём есть памятная надпись. На данный момент на колокольне размещено 14 колоколов. С момента строительства колокольня ни разу не реставрировалась и значительно обветшала. В 2014 году начата полномасштабная реставрация колокольни.

### Другие постройки
- Дом начальника Русской духовной миссии или Архимандричий дом — находится за монастырскими корпусами. В нижнем этаже здания ранее помещался музей древностей, собранных о. Антонином. В часовне дома пол украшают мозаики IX века с изображеними рыб, птиц и различных орнаментов, а также памятной надписью об Иакове, армянском епископе Метцпинском. В других частях здания на полах первого этажа сохранились мозаики, которые можно отнести к VI веку.
- Игуменский корпус — в его зале была найдена большая мозаика с греческой памятной надписью VI века.
- Трапезная с храмом святого Филарета Милостивого — длинное здание с плоской крышей в северо-восточном углу монастыря. В 1907 году было заложено как соборный храм во имя Страшного Суда Господня, недостроенный из-за Первой мировой войны.

### Погребения
Среди погребённых в монастыре:
- Архимандрит Антонин (Капустин), начальник РДМ (1865—1894), похоронен в северной части Вознесенского собора.
- Игумен Парфений (Нарциссов), ближайший сотрудник и продолжатель дела о. Антонина, первый игумен Елеонской общины. Зарезан неизвестным злоумышленником в своей монастырской келье в ночь на 15 января 1909 года, вероятно с целью ограбления, похоронен около Вознесенского собора, чуть севернее алтаря[2][4][14].

## Галерея

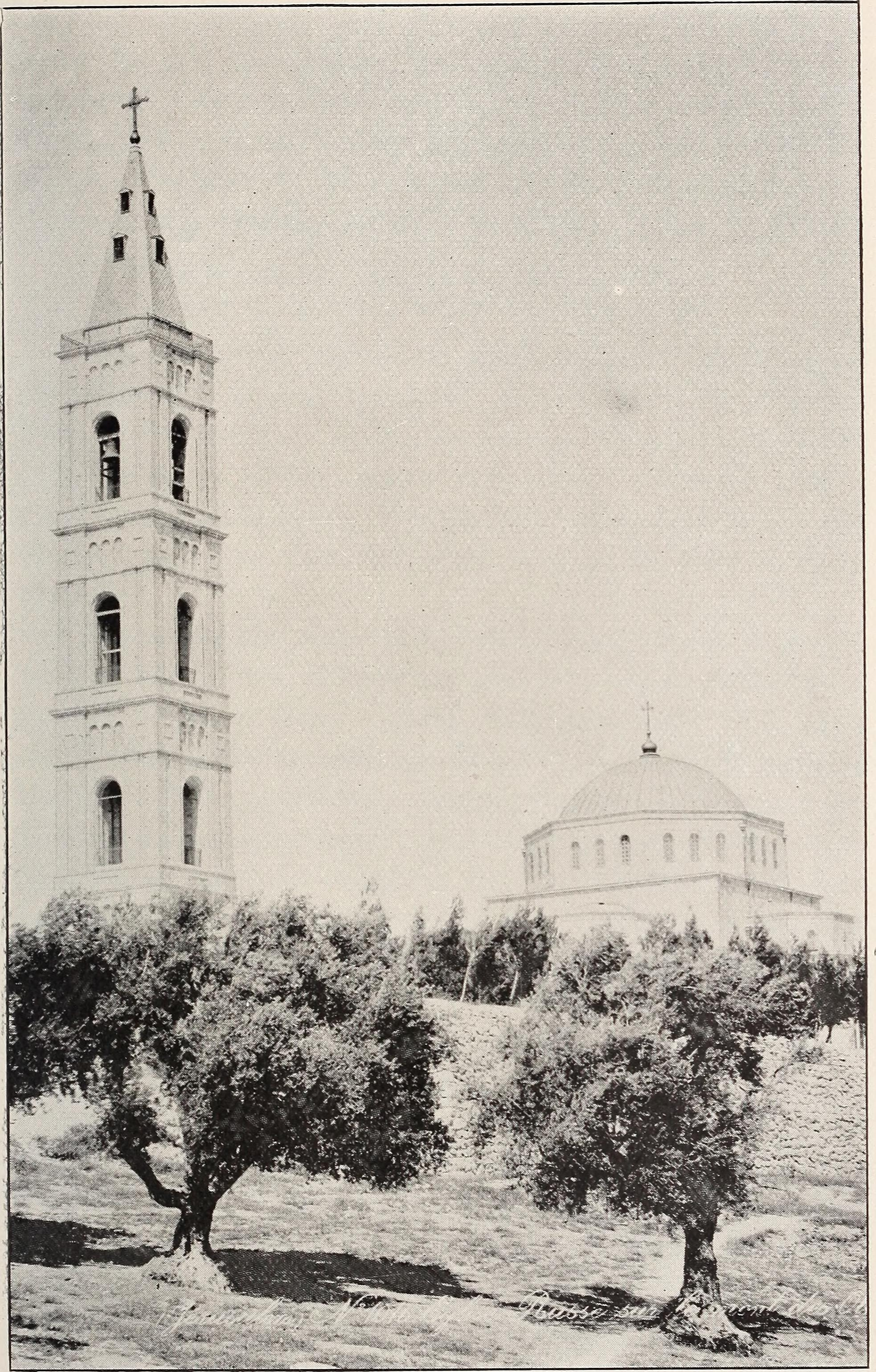
1894 год.
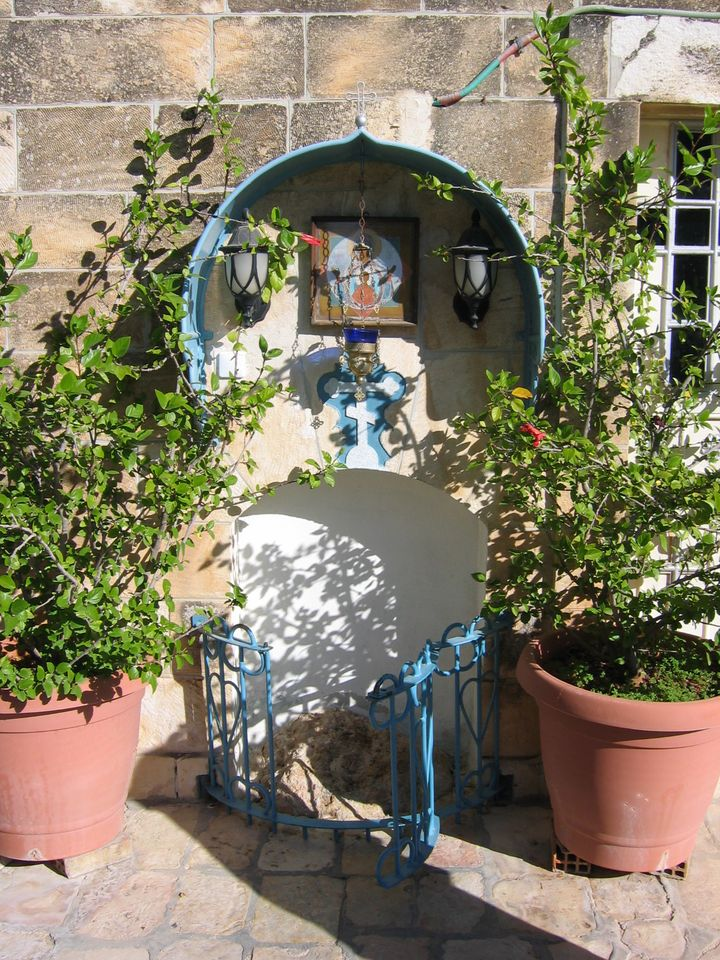
Камень, отмечающий место, где, по преданию, стояла Богородица в момент Вознесения Христа.
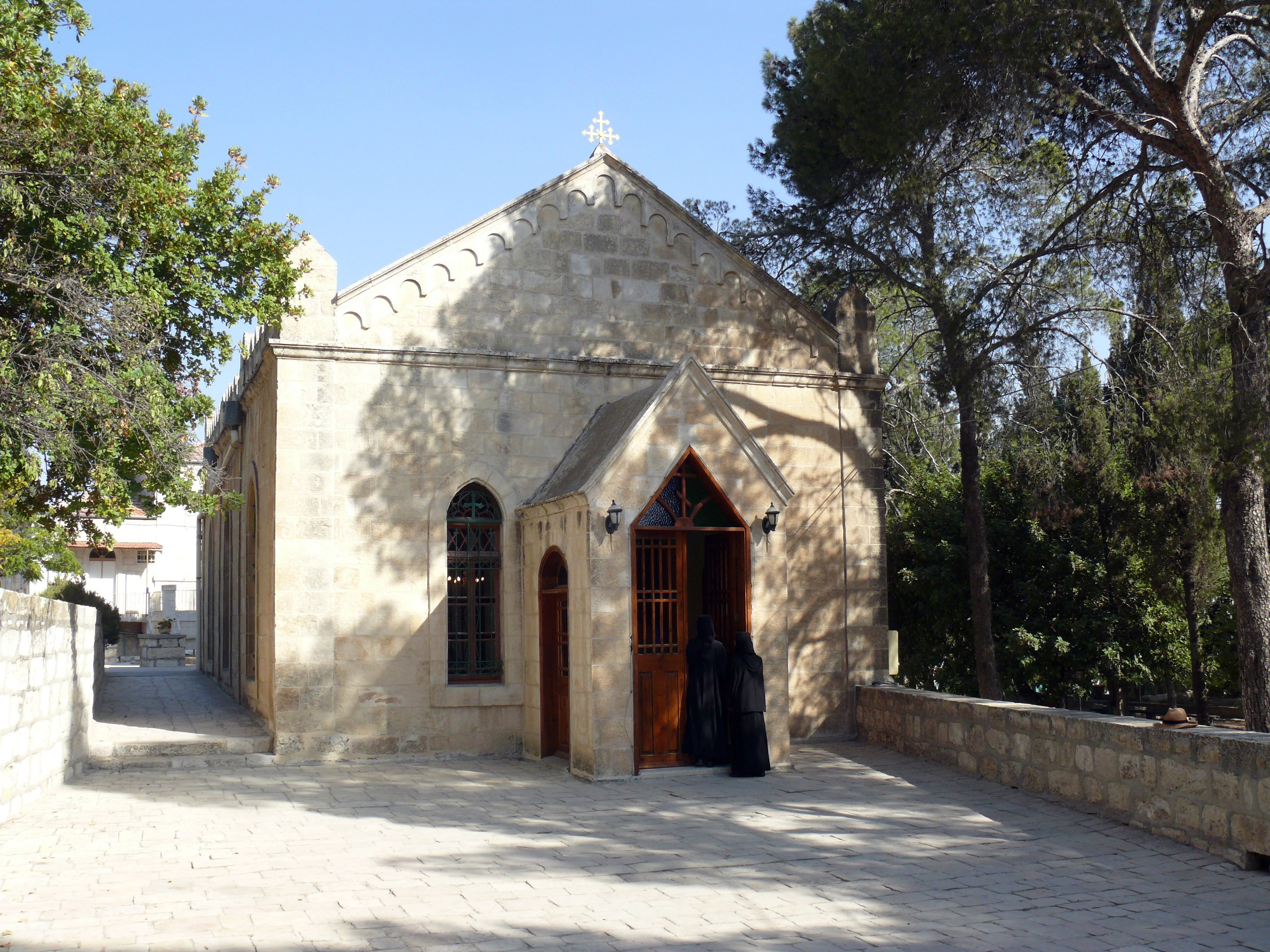
Часовня на месте Первого и Второго обретения главы Иоанна Крестителя.
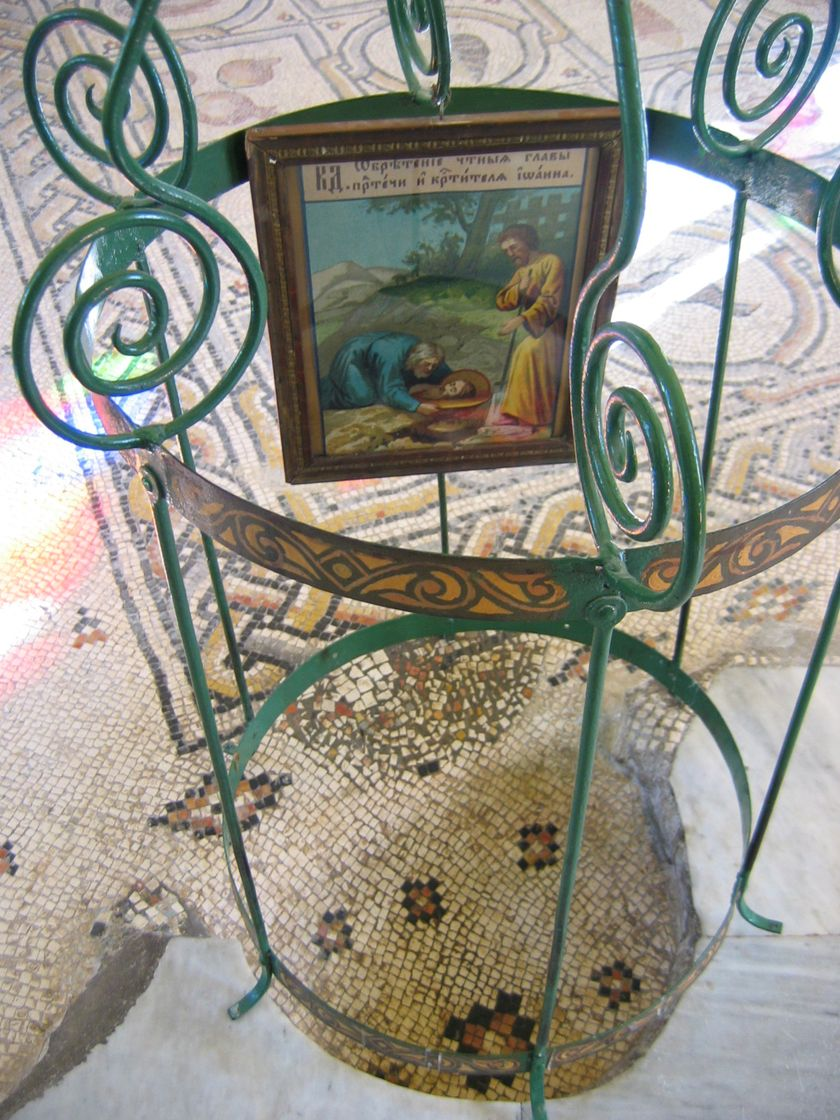
Место, где была найдена глава Иоанна Крестителя.
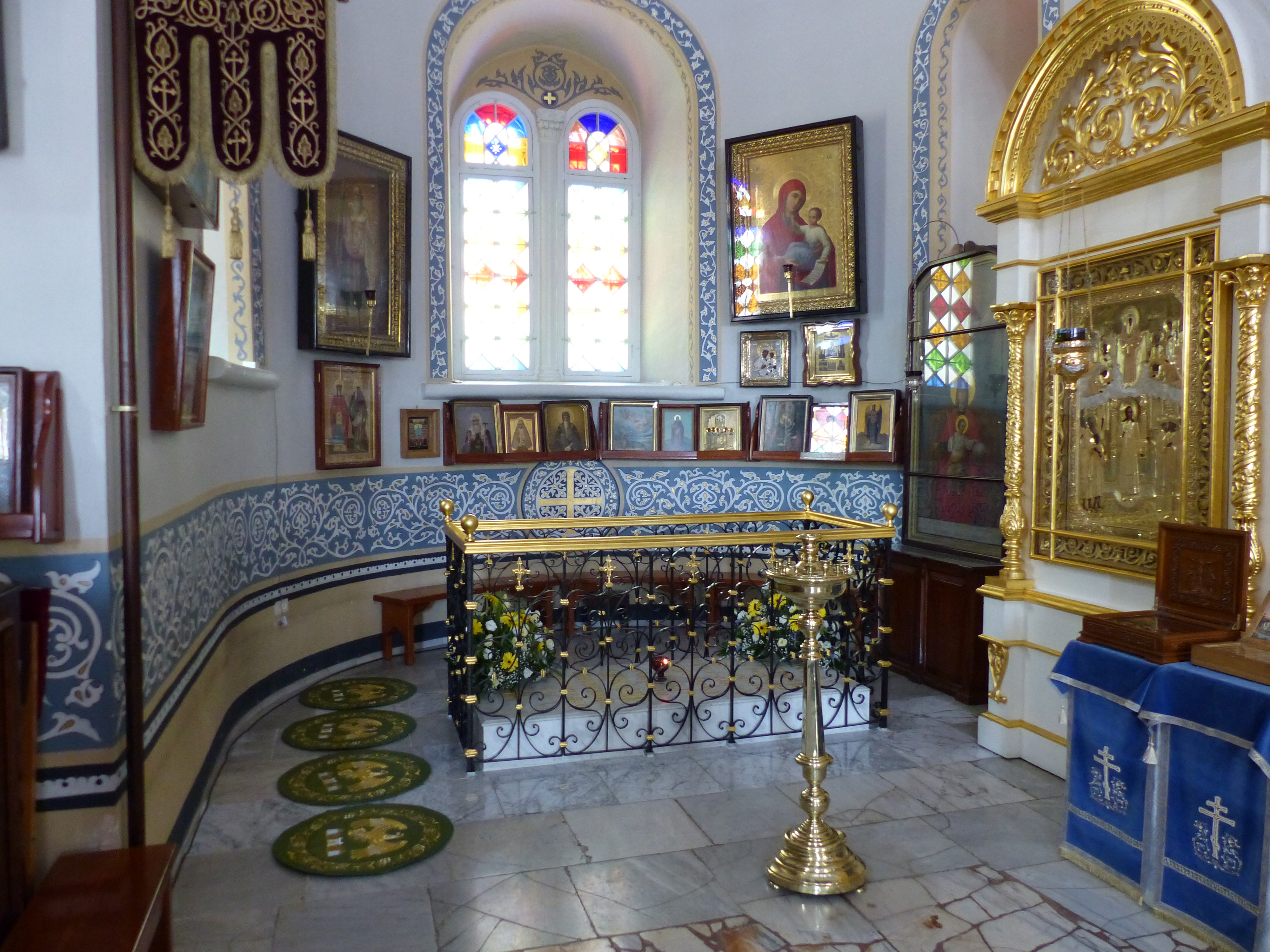
Северная часть собора, в ограде могила архимандрита Антонина (Капустина).
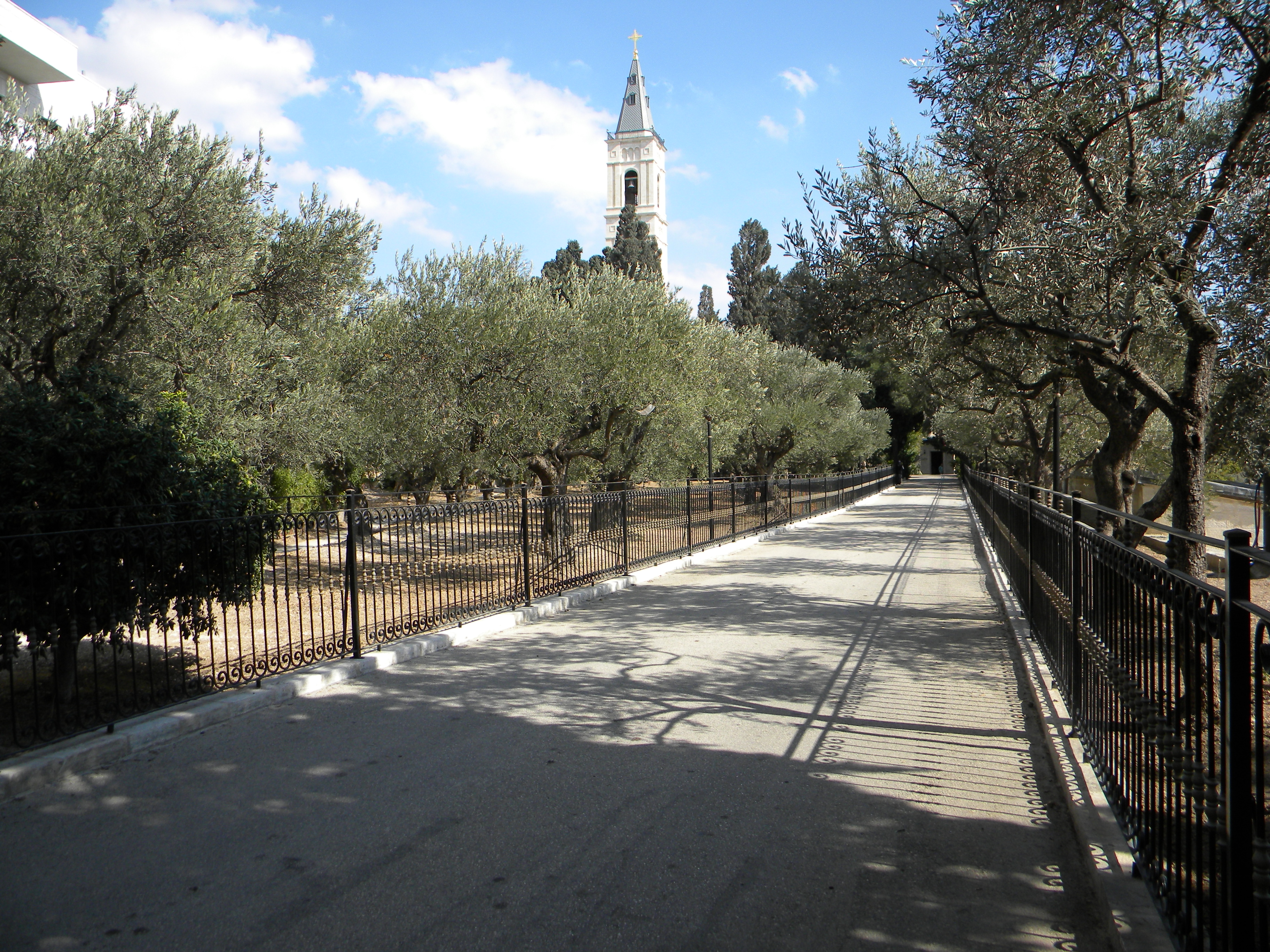
Оливки в монастырском саду.

## Настоятельницы
- Евпраксия (Миловидова), монахиня (1904—1914)
- Елизавета, игуменья (1919—1929)
- Павла (Клюева), игуменья (1929—1934)
- Мелания (Ненюкова), игуменья (1934—1944)
- Антония (Клюева), схиигуменья (1944—1951)
- Тамара (Романова), игуменья (1951—1975)
- Феодосия (Баранова), игуменья (1975—1984)
- Параскева (Зильберкрейн), игуменья (1984—1997)
- Моисея (Бубнова), игуменья (1997[15] — 12 июня 2017).
- Варвара (Новикова), игуменья (12 июня 2017[16] — май 2025)
- Юдифь (Заставская) (с мая 2025)[17]